# Arequipa turbatella
Arequipa turbatella là một loài bướm đêm thuộc họ Crambidae. Chúng là loài duy nhất trong chi Arequipa.